# 발트 군관구
발트 군관구(러시아어: Прибалтийский военный округ (ПрибВО))는 제2차 세계 대전 중 독일의 침공 직전에 발트 3국에 설치된 소련군의 군관구였다. 전쟁이 끝난 후 1946년에는 칼리닌그라드주가 군관구의 관할 하에 들어갔으며, 1956년에는 레닌그라드 군관구에서 에스토니아 영토가 발트 군관구로 이관되었다.
발트 군관구는 1991년 소련 붕괴 이후 해체되어 북서부군으로 재편되었고, 1994년 9월 1일 에스토니아, 라트비아, 리투아니아에서 모든 러시아군이 철수함에 따라 북서부군도 해체되었다.

## 제2차 세계 대전

### 제1차 창설(1940-1941)
발트 군관구는 1940년 7월 11일 소련 국방인민위원의 명령으로 처음 창설되었으며, 대장 알렉산드르 록티오노프가 지휘를 맡았다. 본부는 8월 13일 리가에서 해체된 칼리닌 군관구 본부를 기반으로 설치되었다. 이는 소련의 발트국 점령 이후였지만, 발트국들이 강제로 소련에 합병되기 이전이었다. 군관구는 라트비아 소비에트 사회주의 공화국과 리투아니아 소비에트 사회주의 공화국, 그리고 칼리닌주 서부 지역의 군대를 관할했다. 1940년 8월 17일에는 발트 특별군관구로 변경되어 에스토니아, 라트비아, 리투아니아 소비에트 사회주의 공화국 영토의 군대를 관할하게 되었다. 칼리닌주 서부는 모스크바 군관구의 관할로 이관되었다.
이 군관구는 소련 북서부 국경의 방어를 강화하고 독일이 통제하는 동프로이센으로부터 모스크바와 레닌그라드로 향하는 접근로를 보호하기 위해 창설되었다. 군관구 군대는 발트 함대와 긴밀히 협력했다. 8월에는 제8군과 제11군이 군관구에 포함되었고, 9월에는 에스토니아군, 라트비아군, 리투아니아군이 각각 적군의 제22, 제24, 제29 영토보병군단으로 개편되어 추가되었다. 하지만 이들은 신뢰성이 매우 낮았으며 1941년 6월 이후 다수가 독일 측으로 투항했다.
1940년과 1941년에 군관구는 2개의 기계화군단(제3, 제12)을 비롯해 지역 및 공화국 군사위원부 등 새로운 부대들을 창설했다. 1940년 12월에는 록티오노프가 중장 표도르 쿠즈네초프로 교체되었다. 1941년 5월에는 제27군 본부가 군관구에 의해 창설되었다. 같은 시기에 군관구 본부는 독일의 침공에 대응하기 위한 계획을 수립했으며, 6월 18일에는 전투태세 진입을 명령했다. 그러나 독일의 소련 침공인 바르바로사 작전이 시작된 6월 22일까지도 새로 창설된 부대들의 병력 충원이 완료되지 않은 상태였다. 전쟁이 발발했을 때, 군관구에는 제8군, 제11군, 제27군 예하의 6개 보병군단, 제5공수군단, 제3·제12기계화군단, 그리고 6개 요새 지대가 있었다. 군관구의 계획에 따르면, 제8군, 제11군, 제27군은 발트 함대와 협력하여 합살루에서 팔랑가에 이르는 해안을 방어하고 동프로이센과의 300 km 국경 방어에 주력하게 되어 있었다.
1941년 6월 22일 당시 군관구는 다음과 같이 구성되어 있었다.
- 제8군
- 제11군
- 제27군
- 제5공수군단
- 기타 소규모 부대 및 부서[3]

제3기계화군단도 빌뉴스에 주둔하고 있었다.
공군은 제4, 제6, 제7, 제8, 제57혼성항공사단과 2개 연대, 그리고 제5공수군단 수송을 위해 편성 중이던 1개 연대로 구성되어 있었다.
전체적으로 1941년 6월 22일 바르바로사 작전 개시 직전, 발트 특별군관구에는 총 25개 사단이 있었다: 보병 19개, 기갑 4개, 기계화 2개 사단이었으며, 이외에도 보병여단 1개와 각각 2개 사단으로 구성된 3개의 영토보병군단이 있었다.
6월 22일, 군관구 본부는 북서방면군 본부 창설에 활용되었다. 군관구 본부의 일부는 군관구 부사령관의 지휘 하에 리가에 남아있다가 7월 1일 발가로, 이후 노브고로드로 철수하여 해체되었다.

### 제2차 창설(서류상, 1943-1944)
발트 군관구는 1943년 10월 30일 적군 총참모부의 지시에 따라 두 번째로 창설되었다. 당시 할당된 영토(리투아니아, 라트비아, 에스토니아 소비에트 사회주의 공화국)는 여전히 독일군이 점령하고 있었다. 본부는 소장 니콜라이 비야지의 지휘 하에 비시니볼로초크에서 제58군 본부를 기반으로 설치되었다. 군관구는 1944년 3월 23일 해체되었으며, 오데사 군관구 본부 창설에 활용되었다.

## 냉전
전후에 군관구는 1945년 7월 9일 리가에서 제1발트전선에서 개편된 잠란트군을 기반으로 세 번째로 창설되었으며, 1954년까지 이반 바그라먄 육군 장군이 지휘를 맡았다. 처음에는 라트비아와 리투아니아 소비에트 사회주의 공화국만 포함했다. 1946년 2월 27일 칼리닌그라드주(구 동프로이센)를 관할하던 특별군관구가 해체된 후, 3월 1일 이 주는 군관구 관할로 이관되었다. 특별군관구 본부는 제11근위군 본부로 재편되었다. 1956년 1월에는 에스토니아 소비에트 사회주의 공화국 영토가 레닌그라드 군관구에서 이관되었다.
1944년경 이 지역의 내무군 본부가 설치되어 발트 군관구 내무인민위원부-내무부-국가보안부 내무군 본부(Управление ВВ НКВД-МВД-МГБ Прибалтийского округа)가 되었다. 이 본부는 여러 내무군 사단을 관할했는데, 여기에는 1944년부터 1951년까지 제14철도시설보호사단 내무인민위원부가 포함되었다. 배치된 다른 사단들로는 제4, 제5, 제63내무인민위원부 보병사단이 있었다.
1948년 4월 30일 제10근위군은 제4근위보병군단이 되었다.
군관구 내 주요 전투부대는 제10근위군이 해체된 후 칼리닌그라드주의 제11근위군이었다.
1955년 군관구 군은 제11근위군, 제2근위보병군단, 제4근위보병군단, 제1근위보병사단, 제5, 제16근위, 제26근위, 제28, 제42보병사단, 제1전차사단, 제28근위, 제29근위, 제30근위기계화사단, 제15근위공수군단(제76근위강습사단과 제104근위공수사단)으로 구성되어 있었다.
1955년 제4근위군단은 제8근위보병사단(에스토니아 소비에트 사회주의 공화국 하프살루), 제118근위보병사단(에스토니아 소비에트 사회주의 공화국 탈린), 제36근위기계화사단(에스토니아 소비에트 사회주의 공화국 클로가), 제2기관총포병사단(사레마 섬)으로 구성되어 있었다. 그러나 1956년 7월 제118근위보병사단이 해체되었다.
전후 전 기간 동안 제11근위군은 제40근위전차사단(이전 제2근위기갑군단, 이후 제28근위기계화사단)과 제1전차, 그리고 제1, 제26근위차량화보병사단(이전 보병사단)으로 구성되어 있었다. 1960년에는 이전 보병사단이었던 제5근위차량화보병사단이 해체되었다.
에스토니아 지역이 레닌그라드 군관구로 이관되면서 제2근위 '타친' 전차사단도 함께 이관되었고, 군관구에는 1945년 후반에 제1근위전차군단에서 재편된 칼리닌그라드의 제1 '인스테르부르크' 전차사단만 남게 되었다.
레닌훈장 붉은기 훈장 제51근위차량화보병비테프스크사단은 1960년 3월 10일 해체되었으며, 그 병력은 제29근위로켓사단으로 이관되었다.
1969년 제8근위차량화보병사단은 군관구에서 중앙아시아 군관구로 이동하여 최종적으로 프룬제에 도착했다.
1979년 스콧과 스콧의 보고에 따르면 군관구 본부의 주소는 리가 중심부 메르켈랴 거리(Merķeļa iela) 13번지였으며, 장교 클럽도 같은 위치에 있었다.

## 발트 군관구 사령관
- 1940년 알렉산드르 록티오노프 대장

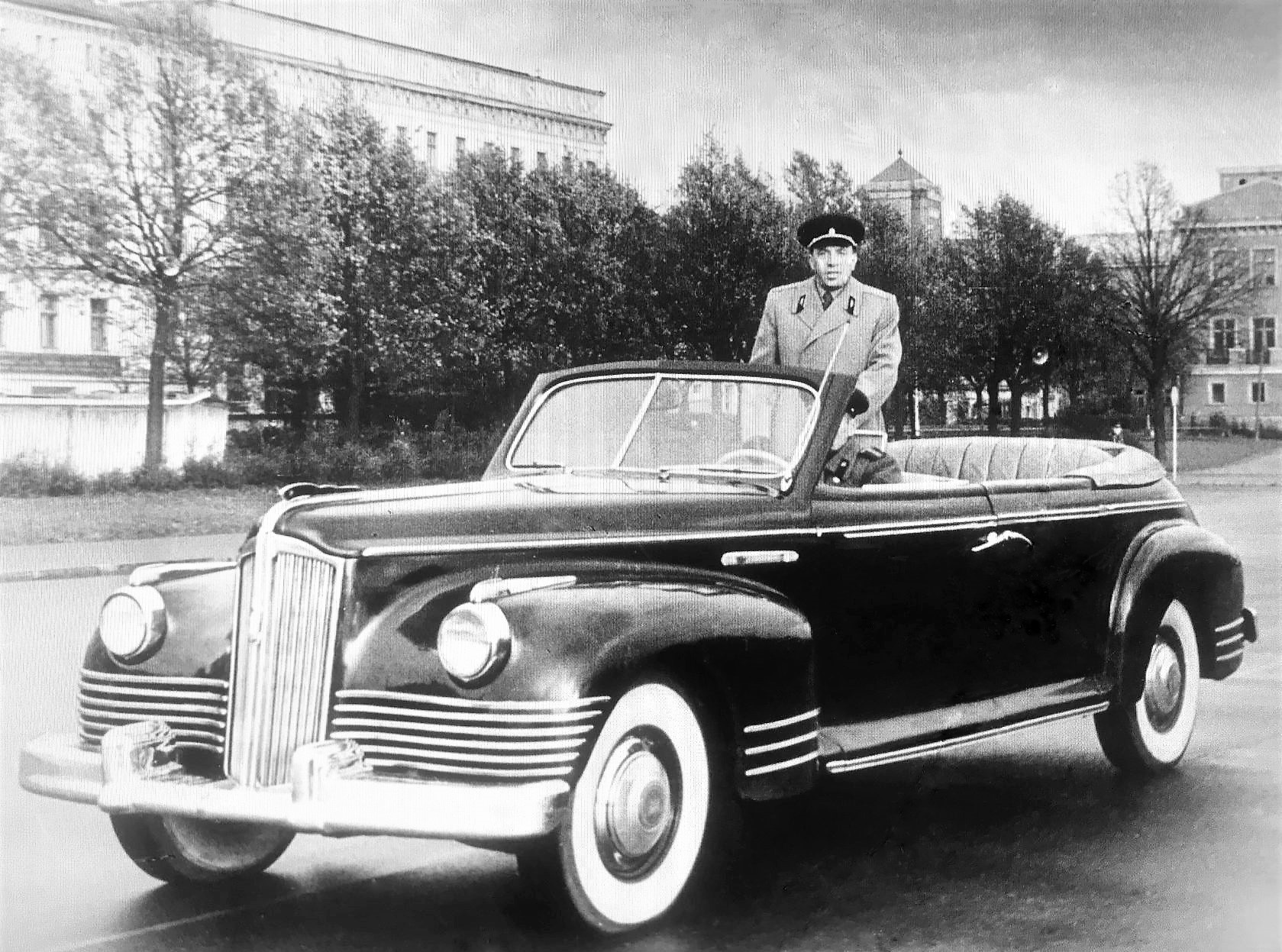
리가에서 열린 군사 퍼레이드에 참석한 구사코프스키, 1959년

- 1940년~1941년 표도르 쿠즈네초프 대장
- 1943년~1945년 니콜라이 비아시 소장
- 1945년~1954년 오바네스 바그라먼 육군대장
- 1954년~1958년 알렉산드르 고르바토프 육군대장
- 1958년~1959년 파벨 바토프 육군대장
- 1959년~1963년 이오시프 구사코프스키 육군대장
- 1963년~1971년 게오르기 헤타구로프 육군대장
- 1971년~1972년 블라디미르 고보로프 대장[10]
- 1972년~1980년 알렉산드르 마요로프 대장
- 1980년~1984년 스타니슬라프 포스트니코프 대장
- 1984년~1987년 A. V. 베흐테닌 대장
- 1987년 빅토르 그리신 대장
- 1987년~1991년 표도르 쿠즈민 중장
- 1991년 발레리 미로노프 중장

## 1980년대 말의 군사력

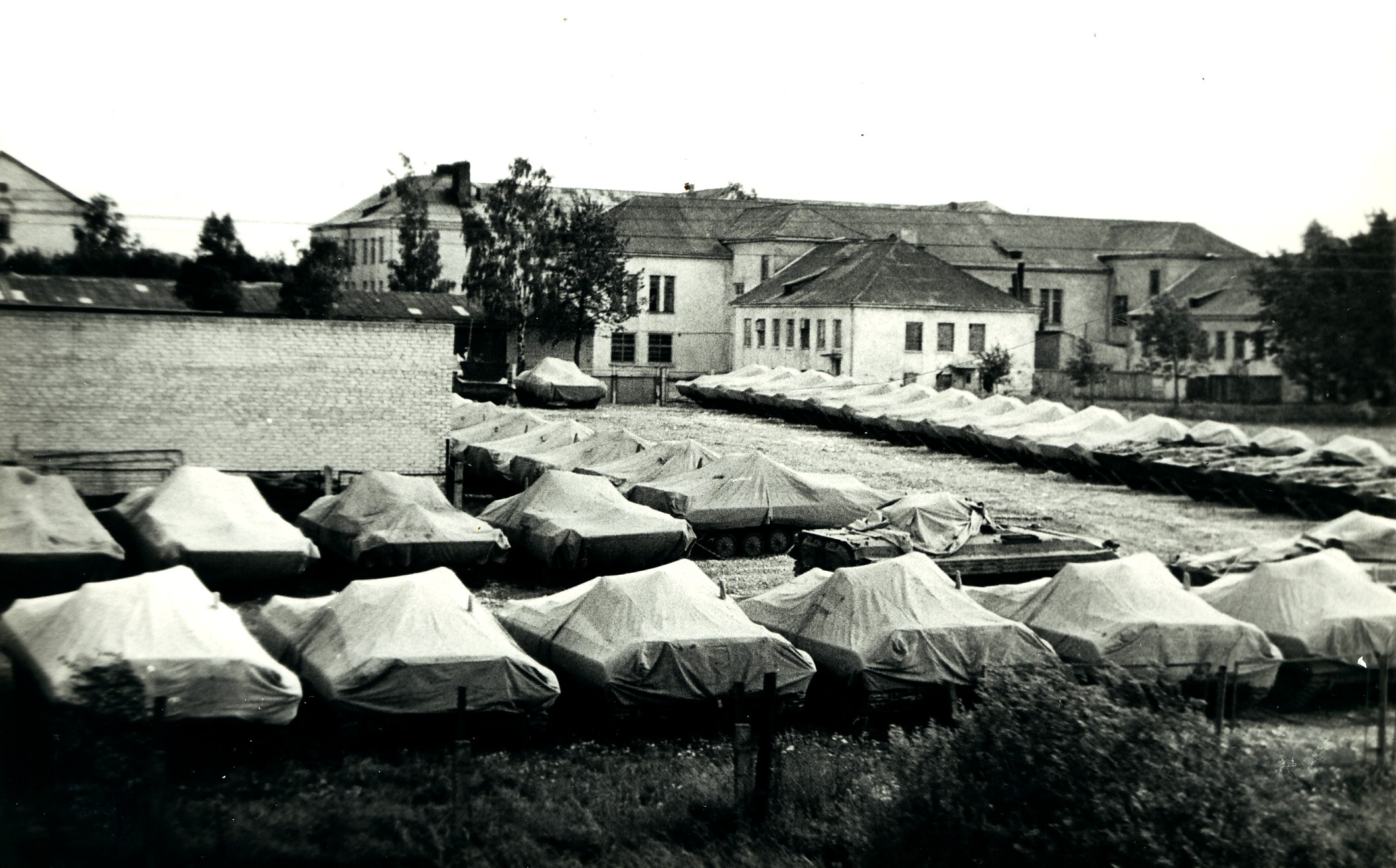
1991년 리투아니아에 있던 소련 기갑차량들

1980년대 말 군관구의 군사력은 다음과 같이 구성되어 있었다.
- 제3근위차량화보병사단, 클라이페다(1989년 해안방어사단으로서 발트함대로 이관됨)
- 제18근위차량화보병사단, 칼리닌그라드 주 구세프. 1990년 10월 체코슬로바키아 믈라다볼레슬라프에서 이동을 시작하여 1991년 3월에 이동을 완료했다.[11]
- 제24전차훈련사단, 리가(1956년 6월 9일 쿠빈카에서 제24중전차사단으로 창설. 1957년 6월 25일 제24전차사단으로 재편. 같은 시기에 본부를 발트 군관구 도벨레로 이전. 1960년 8월 제24전차훈련사단으로 개칭. 1987년 9월 14일 제54지구훈련센터가 됨. 1992년 9월 제13근위훈련차량화보병연대가 분리되어 제25근위차량화보병여단으로 재편되었으나, 1993년 11월 11일 프스코프주 스트루기크라스니예(블라디미르스키라게리)로 이동할 때까지 아다지에 남아있었다.[12] 훈련센터는 1995년에 해체되었다.
- 제107차량화보병사단, 빌뉴스(1993년 솔네치노고르스크로 철수)[13]
- 제144근위차량화보병사단, 탈린(이전 제29근위보병사단). 이 사단은 한동안 알렉산드르 마트로소프의 이름을 딴 연대를 보유하고 있었다. 1993년 2월 모스크바 군관구 옐냐로 철수했다.
- 제11근위군
  - 제1전차사단, 칼리닌그라드
  - 제1근위차량화보병사단, 칼리닌그라드
  - 제26근위차량화보병사단, 칼리닌그라드 주 구세프 - 1989년 9월 제5190근위무기장비저장기지가 됨
  - 제40근위전차사단, 소베츠크
- 제37강습여단
- 제149포병사단, 칼리닌그라드

소련 공수부대의 제7근위공수사단(본부는 카우나스 요새)과 제44훈련공수사단(가이주나이)도 군관구 내에 위치해 있었다. 1980년대 군관구 내 소련 공군은 리가에 본부를 둔 제15공군과 소련 방공군 제2군으로 구성되어 있었다.
1991년 1월 1일 당시 제15공군은 다음과 같이 구성되어 있었다.
- 제79독립통신연대(리가)
- 제249독립혼성항공대대(리가), Mi-8 7대, Mi-6 1대와 수 대의 수송기 보유
- 제285독립전자전헬기대대(리가 지역 옐가바), Mi-8 19대 보유
- 제886독립정찰항공적기훈장 '스탈린그라드' 연대(라트비아 소비에트 사회주의 공화국 예카브필스), Su-24 12대와 Su-17M4 14대 보유(제2차 세계대전 때는 제16독립정찰항공연대로 알려짐)
- 제39전투폭격기항공사단(리가 지역 리엘바르데)(1981년 창설)[15]
  - 제53근위 '스탈린그라드' 전투폭격기항공연대(리투아니아 소비에트 사회주의 공화국 샤울랴이), MiG-27 35대와 MiG-23 11대 보유
  - 제372전투폭격기항공연대(라트비아 소비에트 사회주의 공화국 다우가프필스), MiG-27 49대와 MiG-23 12대 보유
  - 제899전투폭격기항공연대(리가 지역 리엘바르데), MiG-27 47대와 MiG-23 11대 보유

1991년 9월 군관구는 북서부군으로 재편되었다. 발트 군관구는 1991년 11월 15일 소련 대통령령에 의해 개칭되었다. 북서부군은 1992년 1월 27일 러시아 대통령령에 의해 러시아 연방의 관할 하에 들어갔다. 1994년 9월 1일 리투아니아, 라트비아, 에스토니아에서 모든 러시아군이 철수함에 따라 북서부군은 해체되었다. 러시아는 1998년 8월 31일 라트비아의 스크룬다-1 레이더 기지를 폐쇄한 후 공식적으로 발트 지역에서의 군사 주둔을 종료했다. 칼리닌그라드 주의 지상군은 제11근위군의 지휘 하에 들어갔으며, 4-5년 후 이는 발트함대 지상·해안방위군이 되었다.

## 참고문헌
- Andrew Duncan, Russian Forces in Decline - Part 2, Jane's Intelligence Review, October 1996
- Feskov, V.I.; K.A. Kalashnikov; V.I. Golikov (2004). 《The Soviet Army in the Years of the 'Cold War' (1945–1991)》. Tomsk: Tomsk University Press. ISBN 5-7511-1819-7. (inc district commanders 1972-)
- Kasyanenko, V. I. (2008). 〈51-я гвардейская Витебская ордена Ленина Краснознаменная стрелковая им. К.Е. Ворошилова дивизия〉. 《29 гвардейская ракетная витебская ордена Ленина Краснознаменная дивизия. Исторический очерк.》 (러시아어). Moscow: Tsentralny Izdatelsko-Poligrafichesky kompleks RVSN (TsIPK).
- Ivanov, Sergei, 편집. (2002). 〈Прибалтийский военный округ〉 [Baltic Military District]. 《Военная энциклопедия в 8 томах [Military Encyclopedia in 8 volumes]》 (러시아어) 6. Moscow: Voenizdat. 593–594쪽. ISBN 5-203-01873-1.

## 더 읽어보기
- V.I. Feskov; Golikov V.I.; K.A. Kalashnikov; S.A. Slugin (2013). 《The Armed Forces of the USSR after World War II, from the Red Army to the Soviet (Part 1: Land Forces). (Вооруженные силы СССР после Второй Мировой войны: от Красной Армии к Советской (часть 1: Сухопутные войска))》. Tomsk: Improved version of 2004 work with many inaccuracies corrected.
- Petersen, P. and Petersen, S. (1993) "The Kaliningrad garrison state", Jane's Intelligence Review, 5:2, 1993
- И.А. Губин. Слово о Краснознамённом Прибалтийском. — 1. — Riga: Авотс, 1981. — 296 pp